# Aeroportul Hamilton
Aeroportul Hamilton (IATA: HLT, ICAO: YHML) este un aeroport din Victoria, Australia ce deservește zona Hamilton⁠(d).
Situat la o altitudine de 244 m, aeroportul dispune de o singură pistă. Este operat de Shire of Southern Grampians⁠(d).